# Lava Records
Lava Records és una companyia discogràfica estatunidenca establerta el 1995 com una subsidiària de Atlantic Records.

## Cataleg d'artistes
- Antigone Rising
- Authority Zero
- Black Veil Brides
- Blue Man Group
- Cold
- Embrace
- Hot Action Cop
- John Butler Trio
- Kid Rock
- Nonpoint
- O.A.R.
- Porcupine Tree
- Simple Plan
- Skillet
- Skindred
- Smile Empty Soul
- The Click Five
- Toby Lightman
- Trans-Siberian Orchestra
- Uncle Kracker
- Unwritten Law
- Vanessa Williams
- Vaux

Plantilla:Esborray empresa